# ناحیه واینسویل، شهرستان دویت، ایلینوی
ناحیه واینسویل (به انگلیسی: Waynesville Township) یک منطقهٔ مسکونی در ایالات متحده آمریکا است که در شهرستان دویت واقع شده‌است. ناحیه واینسویل ۷۱۳ نفر جمعیت دارد و ۲۰۶ متر بالاتر از سطح دریا واقع شده‌است.